# Haplochromis dentex
Haplochromis dentex är en fiskart som beskrevs av Regan 1922. Haplochromis dentex ingår i släktet Haplochromis och familjen Cichlidae. IUCN kategoriserar arten globalt som akut hotad. Inga underarter finns listade i Catalogue of Life.